# (67) Asie
Pour les articles homonymes, voir Asie (homonymie) et Asia.
(67) Asie, désignation internationale (67) Asia, est un astéroïde brillant de la ceinture d'astéroïdes découvert par Norman Robert Pogson le 17 avril 1861 depuis l'observatoire de Madras.
Pogson lui a donné le nom Asia, en référence à la fille du Titan Océan et de la Titanide Téthys, mais aussi en référence au continent, puisque l'astéroïde était le premier à être découvert sur ce continent.

## Compléments